# MQ Близнецов
MQ Близнецов (лат. MQ Geminorum) — двойная затменная переменная звезда типа Алголя (EA:) в созвездии Близнецов на расстоянии (вычисленном из значения параллакса) приблизительно 37 837 световых лет (около 11 601 парсек) от Солнца. Видимая звёздная величина звезды — от менее +16,7m до +15,3m. Орбитальный период — около 3,8199 суток.
Открыта Куно Хофмейстером в 1968 году.

## Характеристики
Первый компонент — белая звезда спектрального класса A6IV, или A2. Эффективная температура — около 7132 К.
Второй компонент — оранжевый субгигант спектрального класса K2IV.